# Іоанніс Кусулос
Іоанніс Кусулос (грец. Ιωάννης Κούσουλος, нар. 14 червня 1996, Лімасол) — кіпрський футболіст, захисник клубу «Омонія».
Виступав, зокрема, за клуб «Неа Саламіна», а також національну збірну Кіпру.

## Клубна кар'єра
Народився 14 червня 1996 року в місті Лімасол. Вихованець футбольної школи клубу «Неа Саламіна». Дорослу футбольну кар'єру розпочав 2013 року в основній команді того ж клубу, в якій провів п'ять сезонів, взявши участь у 119 матчах чемпіонату.  Більшість часу, проведеного у складі «Неа Саламіни», був основним гравцем захисту команди.
До складу клубу «Омонія» приєднався 2018 року. Станом на 11 червня 2019 року відіграв за нікосійську команду 28 матчів в національному чемпіонаті.

## Виступи за збірні
2014 року дебютував у складі юнацької збірної Кіпру (U-19), загалом на юнацькому рівні взяв участь у 5 іграх.
Протягом 2015–2017 років залучався до складу молодіжної збірної Кіпру. На молодіжному рівні зіграв у 12 офіційних матчах.
2018 року дебютував в офіційних матчах у складі національної збірної Кіпру.
| Дата       | Місто           | Господарі | Результат | Гості      | Турнір                    | Голи | Примітки |
| ---------- | --------------- | --------- | --------- | ---------- | ------------------------- | ---- | -------- |
| 23-03-2018 | Нікосія         | Кіпр      | 0 – 0     | Чорногорія | товариський матч          | -    | 79'      |
| 20-05-2018 | Амман           | Йорданія  | 3 – 0     | Кіпр       | товариський матч          | -    |          |
| 06-09-2018 | Осло            | Норвегія  | 2 – 0     | Кіпр       | Ліга націй УЄФА 2018-2019 | -    |          |
| 09-09-2018 | Нікосія         | Кіпр      | 2 – 1     | Словенія   | Ліга націй УЄФА 2018-2019 | -    |          |
| 13-10-2018 | Софія           | Болгарія  | 2 – 1     | Кіпр       | Ліга націй УЄФА 2018-2019 | -    | 39'      |
| 16-10-2018 | Любляна         | Словенія  | 1 – 1     | Кіпр       | Ліга націй УЄФА 2018-2019 | -    |          |
| 16-11-2018 | Нікосія         | Кіпр      | 1 – 1     | Болгарія   | Ліга націй УЄФА 2018-2019 | -    |          |
| 19-11-2018 | Нікосія         | Кіпр      | 0 – 2     | Норвегія   | Ліга націй УЄФА 2018-2019 | -    |          |
| 21-03-2019 | Нікосія         | Кіпр      | 5 – 0     | Сан-Марино | Відбір до ЧЄ 2020         | 1    |          |
| 24-03-2019 | Нікосія         | Кіпр      | 0 – 2     | Бельгія    | Відбір до ЧЄ 2020         | -    |          |
| 08-06-2019 | Глазго          | Шотландія | 2 – 1     | Кіпр       | Відбір до ЧЄ 2020         | 1    |          |
| 11-06-2019 | Нижній Новгород | Росія     | 1 – 0     | Кіпр       | Відбір до ЧЄ 2020         | -    |          |
| Усього     |                 | Матчів    | 12        |            | Голів                     | 2    |          |

## Титули і досягнення
- Чемпіон Кіпру (1):

«Омонія»: 2020-21
- Володар Суперкубка Кіпру (1):

«Омонія»: 2021
- Володар Кубка Кіпру (2):

«Омонія»: 2021-22, 2022-23